# Jordan Taylor
Pour les articles homonymes, voir Jordan Taylor (homonymie).
Jordan Michael Taylor, né le 30 septembre 1989 à Bloomington dans le Minnesota, est un joueur américain de basket-ball jouant au poste de meneur.

## Carrière professionnelle
Le 2 juillet 2019, il s'engage pour une saison avec l'ASVEL Lyon-Villeurbanne.
Au mois de juillet 2020, il s'engage avec le Levanga Hokkaido (en) en première division japonaise.